# Melism
En melism uppstår då två eller flera toner sjungs på samma textstavelse. Motsatsen är syllabisk sång, där varje stavelse har en ny ton.
Melismer har förekommit genom hela musikhistorien, och utgör en ofta uttrycksfull utsmyckning av sången. Redan i de musikfragment som finns från antikens Grekland återfinns melismer. I den ambrosianska (milanesiska) sången, den tradition som har sitt namn efter biskop Ambrosius i Milano på 300-talet, är sångerna ofta extra melismatiskt utsmyckade jämfört med andra traditioner inom den gamla latinska kyrkosången, t.ex. den gregorianska sången.
I österländsk musik är ornament och melismer ett av de viktigaste inslagen.
Som en följd av de reformsträvanden som präglade det Tridentinska kyrkomötet men också av renässansens ideal när det gällde behandling av det latinska språket rensades den gregorianska repertoaren på mycket av sina melismer och gjordes stramare. Detta påverkade även det polyfona komponerandet, och märks i verk av G.P. da Palestrina med flera tonsättare ur den romerska skolan.